# Хисарски хребет
Хисарският хребет (на узбекски: Hisor tizmasi; на таджикски: Қаторкӯҳи Ҳисор; на руски: Гиссарский хребет) е мощен планински хребет в западната част на планинската система Хисаро-Алай, разположен на територията на Таджикистан и Узбекистан. Простира се от запад на изток на протежение около 200 km (без югозападните му разклонения), южно от успоредния на него Зеравшански хребет. На изток в района на т.нар. Матчинския планински възел се свързва с Алайския и Зеравшанския хребети на същата планинска система, а на запад склоновете му постепенно потъват в Каршинската степ. На север на две места чрез проходи се свързва със Зеравшанския хребети, а дълбоките долини на реките Ягноб и Искандерчай го отделят от него. Негови южни разклонения са хребетите Бабатаг и Каратегински, а далеч на югозапад се простират хребетите Байсунтау и Кугитангтау. Максимална височина връх Хазрет Султан 4643 m (38°56′50″ с. ш. 68°10′22″ и. д. / 38.947222° с. ш. 68.172778° и. д.), разположена в западната му част, на таджикско-узбекската граница, най-високата точка на Узбекистан. Изграден е от кристалинни шисти и пясъчници, пронизани от гранитни интрузии. Хисарският хребет се явява вододел между водосборните басейни на реките Зеравшан и Амударя. От северните му склонове водят началото си реките Ягноб, Фандаря, Кщут, Магиан и др. леви притоци на Зеравшан. По южните му склонове се стичат реките Гариб (десен приток на Вахш), Кафирниган, Сурхандаря и др. (десни притоци на Амударя). В северното му подножие, на 2176 m н.в. е разположено красивото планинско езеро Искандеркул. Долните части на склоновете му са заети от субтропични високопланински степи, нагоре следват злакови степи и дървесно-храстова растителност, а още по-нагоре – субалпийски и алпийски пасища и планински ксерофити. В южното му подножие е разположена столицата на Таджикистан град Душанбе, а през прохода Анзоб (3373 m), разположен в централната му част преминава участък от шосето Душанбе – Ходжент.

## Топографска карта
- J-42-А М 1:500000[2]
- J-42-Б М 1:500000[3]